# Statens kärnkraftinspektion
Statens kärnkraftinspektion (SKI) war eine staatliche Behörde in Schweden mit Sitz in Stockholm.
Zu den Aufgabenbereichen der 1974 gegründeten Behörde zählte der Strahlenschutz und die technische Überwachung im Bereich der Kernenergie, wie etwa die Betriebskontrolle der Kernkraftwerke. Statens kärnkraftinspektion wurde am 30. Juni 2008 aufgelöst und in die Strålsäkerhetsmyndigheten (Strahlensicherheitsbehörde) integriert.